# Base de míssils de Plokštinė

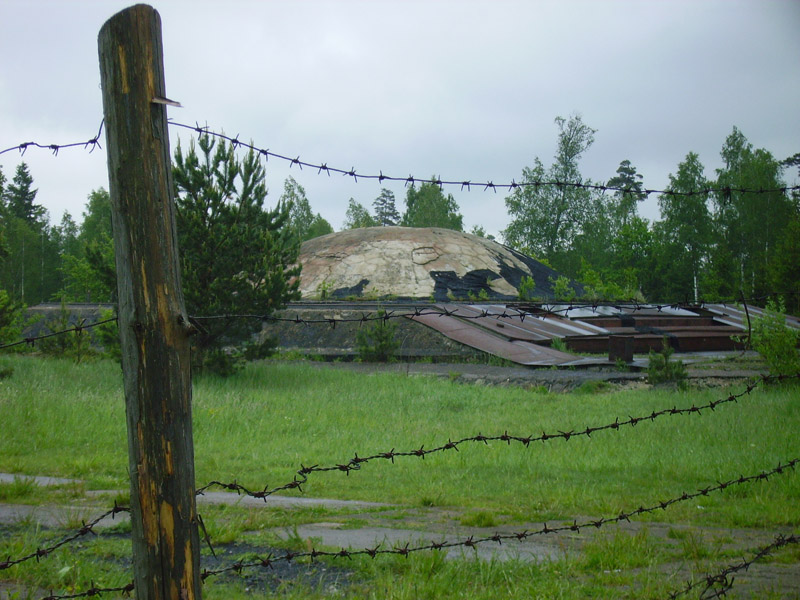
Cúpula del contenidor de míssils

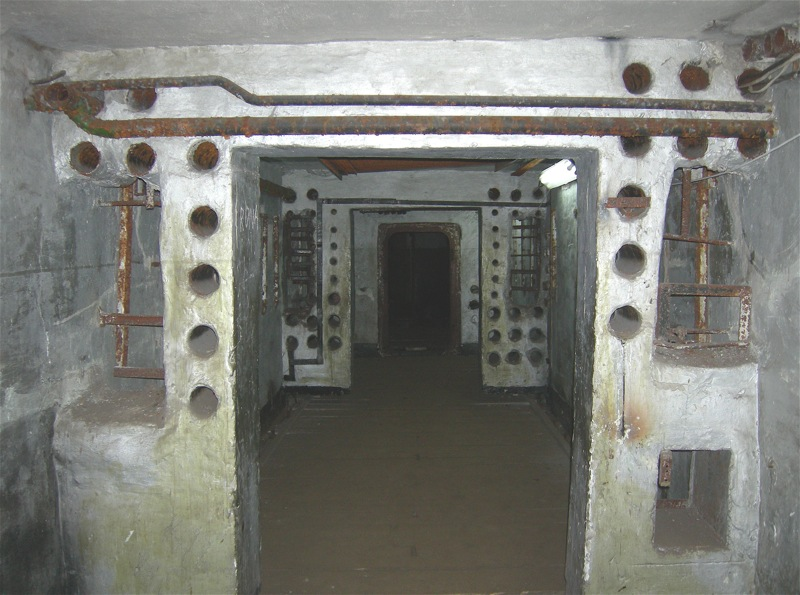
Passadís interior de la base

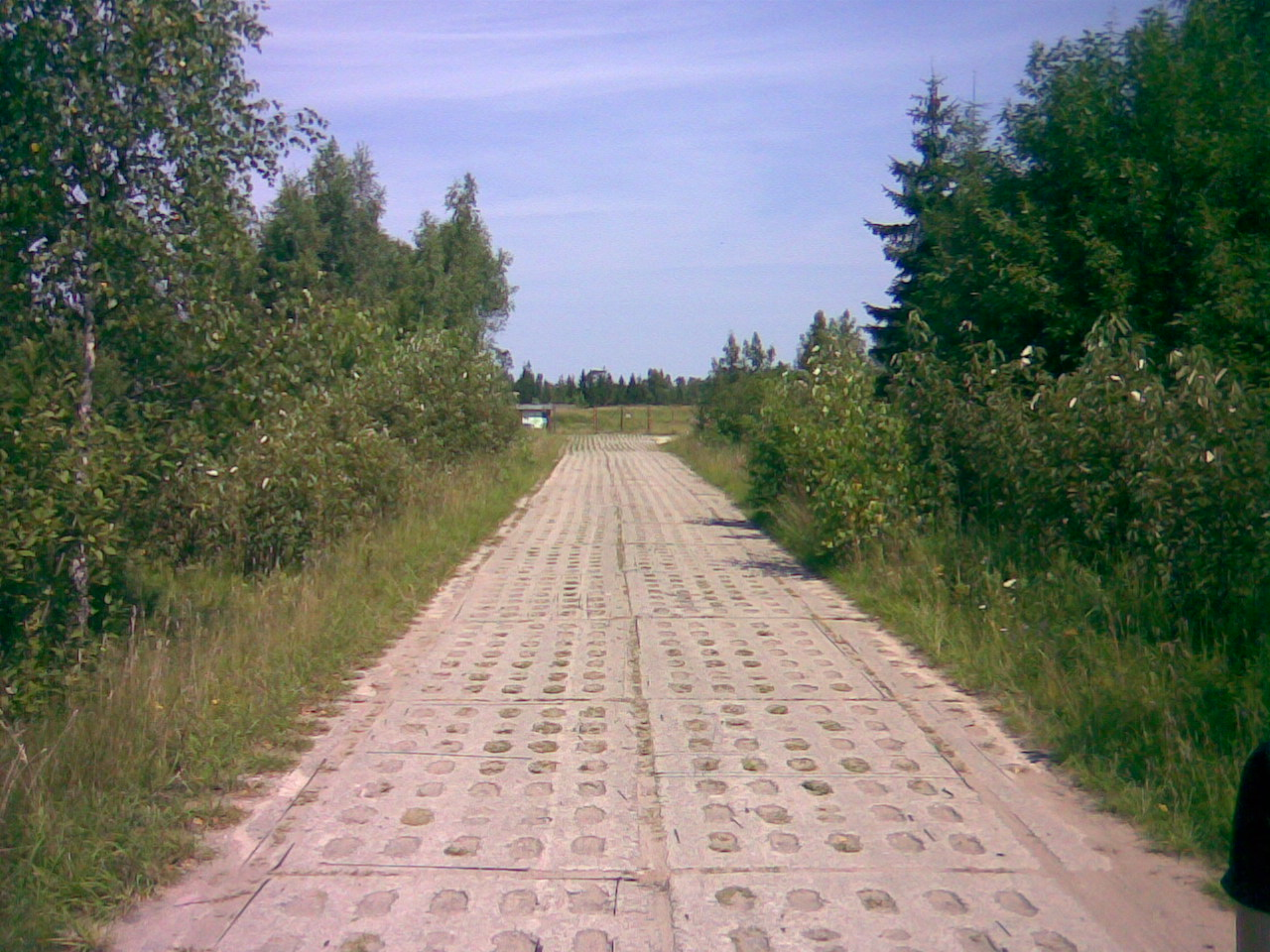
Carretera cap a la base

La Base de míssils de Plokštinė (en lituà: Plokštinės raketų bazė) fou una base militar subterrània de la Unió Soviètica. Va ser construïda prop del llogaret de Plokščiai, a 13 km. al nord de Plungė, a l'escassament poblat bosc de Plokštinė, prop del llac de Plateliai, a la regió lituana de Samogítia. Aquesta és la primera base de míssils nuclears de la Unió Soviètica, una base subterrània de míssils balístics de mitjà abast R-12 Dvina. El 2012, s'obrí en aquest indret el Museu de la Guerra Freda.
Sembla que fou el lloc d'operacions del 79è Regiment de Guàrdies de Míssils, part de la 29a Divisió de Guàrdies de Míssils.

## Història

### Construcció
En el moment en què els Estats Units van iniciar la construcció de bases militars subterrànies, la Unió Soviètica va decidir que havia de mantenir el seu avantatge militar. Per tant, al setembre de 1960, els soviètics van començar la ràpida construcció d'una base militar subterrània, una de les primeres a la Unió Soviètica, a prop del poble de Plokščiai. El lloc triat estava a 160 metres sobre el nivell del mar i tenia un abast que podia cobrir tot Europa, inclosa Turquia i els països del sud d'Europa. A més, el sòl era fàcil d'excavar i la població local era més aviat poca. No hi va haver ciutats o pobles més grans a prop, només cases aïllades, habitants de les quals van rebre 4.500 rubles soviètics per a la seva reubicació.
L'any 1960, més de 10.000 soldats soviètics van començar secretament les obres al Parc Nacional de Žemaitija que van trigar dos anys. Els costos de construcció van ser comparables als de la construcció d'un districte de ciutat o un petit poble.

### Operació
La base va ser un dels millors secrets militars soviètics, que no va ser revelat fins a 1978 per les autoritats de reconeixement dels Estats Units. La plataforma de llançament de míssils nuclears de Plokštinė va començar a operar al voltant de tres anys després de la seva creació.
La base presumia d'una xarxa de túnels que incloïa quatre pous d'una profunditat d'entre 27 i 34 metres. Estaven coberts per cúpules de formigó que podien ser traslladades a un costat amb carrils en 30 minuts. La base podia romandre autònoma durant 15 dies, o durant 3 hores si també se segellava hermèticament. La tanca elèctrica de l'entorn es connectava normalment a 220 V, amb la possibilitat d'elevar la tensió a 1700, en cas d'alerta. El personal actiu de la instal·lació era d'unes 300 persones, la majoria d'elles guàrdies militars.
La base inclou quatre sitges que albergaven míssils R-12 Dvina amb ogives nuclears. Aquests míssils van ser propulsats mitjançant un líquid de mitjà abast. Pesaven més de 40 tones, inclosos 1.500 quilograms d'ogives. Aquests míssils terra-terra tenien un radi d'una mica menys de 2.500 quilòmetres. Des de la base de Plokštinė no es va llençar cap míssil, ni tan sols de prova. Gràcies als acords entre la Unió Soviètica i els Estats Units, el llançament d'un coet requeria l'activació simultània amb dues claus diferents que tenia cada operador.

### Després de la clausura
Després de dotze anys d'operacions, es va tancar la base. Des del col·lapse de la Unió Soviètica, el lloc s'ha abandonat i no es manté. D'aleshores ençà, diversos exploradors urbans l'han visitada així com ha patit nombrosos robatoris de metall. Després de la reconstrucció el 2012, l'antic emplaçament de la base alberga el Museu de la Guerra Freda, facilitant l'obertura per als visitants d'una de les quatre sitges existents.